# Слободанка Цаца Алексић
Слободанка Цаца Алексић (Београд, 24. јануар 1941 — Београд, 14. август 2019) била је српска позоришна редитељка.

## Биографија
Дипломирала је позоришну и радио режију на Факултету драмских уметности у класи професора Хуга Клајна.
Почела је да режира у Зрењанинском позоришту, а затим је режирала у Атељеу 212, у Народном позоришту, Београдском драмском позоришту.
Била ја први директор (до 2005) и кооснивач Позоришта Пуж.
Преминула је у Београду након кратке и тешке болести. Сахрањена је у Алеји заслужних грађана на Новом гробљу у Београду.
Имала је статус истакнутог уметника у Удружењу драмских уметника Србија.
Сматрала је да су деца много боља публика од одраслих.
Након њене смрти установљена је Награда „Слободанка Цаца Алексић” коју додељује Позориште Пуж за најбољу режију представе за децу.
Њен супруг био је Бранко Коцкица.

## Награде
- Награда за режију на Војвођанском фестивалу
- Награда На Фестивалу „Јоаким Вујић”
- Вишеструко је награђивана за режију на фестивалу у Котору[4]
- Награда Бојан Ступица[4]
- Златни беочуг за трајни допринос култури Београда[4]
- Априлска награда града Београда за дугододишњи рад и трајан допринос Београду[4]
- Признање „Звезда међу звездама”[4]

## Одабрана театрографија
Током каријере режирала је око 120 позоришних представа.
- Новогодишња прича, 1967.
- Сунчеве пеге[1]
- Неваљала принцеза[1]
- Том Пејн[1]
- Оковани Прометеј[1]
- Међе Вука Манитога[1]
- Хамлет у подруму[1]